# Yoon Yoo-sun
Yoon Yoo-sun (en hangul, 윤유선; hanja: 尹宥善; n. 17 de enero de 1969-) es una actriz surcoreana.

## Biografía
Estudió en el Seoul Art College.
En 2001 se casó con Lee Sung-ho, la pareja tiene un hijo y una hija.

## Carrera
Es miembro de la agencia 태원아트미디어. Previamente formó parte de las agencias Hinge Entertainment y Toin Entertainment.
Comenzó su carrera como actriz infantil en 1975, y sigue estando activa en el cine y la televisión, en particular, en The Story of Two Women (1994), Even If the Wind Blows (1995), High Kick: Revenge of the Short Legged (2011) y Another Promise  (2014).
En el 2019 se unió al elenco recurrente de la serie Abyss, donde interpretó a Eom Ae-ran, la dominante madre de Cha Min (Ahn Hyo-seop) y la cabeza del imperio cosmético de la familia.
En septiembre del mismo año se unió al elenco recurrente de la serie The Tale of Nokdu, donde dio vida a Cheon Hae-soo, la jefa y guardiana de la aldea de las viudas.

## Filmografía

### Series de televisión
| Año  | Título                                          | Personaje                                 | Red          | Ref.          |
| ---- | ----------------------------------------------- | ----------------------------------------- | ------------ | ------------- |
| 1977 | Blue Thread Red Thread                          |                                           |              |               |
| 1979 | Oddogi Squad                                    |                                           |              |               |
| 1981 | The Supreme Order                               |                                           |              |               |
| 1981 | Tiger Teacher                                   |                                           |              |               |
| 1982 | Let's Love                                      |                                           | MBC          |               |
| 1982 | Women's History - Jang Hui-bin                  |                                           |              |               |
| 1987 | Land                                            |                                           | KBS1         |               |
| 1988 | Heavens Heavens                                 |                                           |              |               |
| 1989 | Merry Go Round                                  |                                           |              |               |
| 1990 | Years of Ambition                               |                                           | KBS2         |               |
| 1991 | Hyung (My Older Brother)                        |                                           | KBS2         |               |
| 1992 | The Tale of Oh Yoo-ran                          |                                           | KBS1         |               |
| 1993 | Whisky and Pork Ribs                            |                                           |              |               |
| 1993 | People of Macheon Village                       |                                           |              |               |
| 1994 | Stranger in Paradise                            |                                           | MBC          |               |
| 1995 | Even If the Wind Blows                          |                                           | KBS1         |               |
| 1995 | The Way to Bibong                               |                                           | MBC          |               |
| 1996 | Mimang (Illusionist)                            |                                           |              |               |
| 1996 | The Scent of Apple Blossoms                     |                                           | MBC          |               |
| 1996 | Im Kkeok-jeong                                  |                                           | SBS          |               |
| 1996 | Wonji-dong Blues                                |                                           |              |               |
| 1997 | Your Daughter, Our Son                          |                                           |              |               |
| 1997 | MBC Best Theater - "One Spring Day's Fairytale" |                                           | MBC          |               |
| 1997 | A Woman Eating Rice Alone                       |                                           | SBS          |               |
| 1997 | Happiness for Sale                              |                                           | HBS          |               |
| 1997 | TV Novel: Light on the Prairie                  |                                           |              |               |
| 1997 | White Christmas                                 |                                           |              |               |
| 1997 | Model                                           |                                           |              |               |
| 1998 | Horse's Hill                                    |                                           | KBS1         |               |
| 1998 | Love Is All I Know                              |                                           | MBC          |               |
| 1998 | Until the End of the World                      |                                           |              |               |
| 1998 | Seoul Tango                                     |                                           | SBS          |               |
| 1998 | The King and Queen                              |                                           | KBS1         |               |
| 1999 | When Time Flows                                 |                                           | MBC          |               |
| 1999 | MBC Best Theater - "Princess Bari"              |                                           | MBC          |               |
| 1999 | Days of Delight                                 |                                           | MBC          |               |
| 2000 | Tough Guy's Love                                |                                           | KBS2         |               |
| 2000 | Pardon                                          |                                           | SBS          |               |
| 2001 | Her House                                       |                                           | MBC          |               |
| 2002 | Magic Kid Masuri                                |                                           | KBS2         |               |
| 2002 | In This World                                   |                                           | SBS          |               |
| 2003 | Love Letter                                     |                                           | MBC          |               |
| 2003 | MBC Best Theater - "Mother-in-law Is Scary"     |                                           | MBC          |               |
| 2003 | MBC Best Theater - "Our Writing Class"          |                                           | MBC          |               |
| 2004 | Phoenix                                         |                                           | MBC          |               |
| 2004 | Freezing Point                                  |                                           | MBC          |               |
| 2004 | MBC Best Theater - "Husband's Housekeeper"      |                                           |              |               |
| 2005 | Princess Lulu                                   |                                           | SBS          |               |
| 2005 | 641 Family                                      |                                           | KBS2         |               |
| 2006 | Princess Hours                                  |                                           | MBC          |               |
| 2006 | Goodbye Solo                                    |                                           | KBS2         |               |
| 2006 | Spring Waltz                                    |                                           | MBC          |               |
| 2006 | Pure in Heart                                   |                                           | KBS1         |               |
| 2006 | My Beloved Sister                               |                                           | MBC          |               |
| 2007 | Drama City "Run Gong-joo"                       |                                           | KBS2         |               |
| 2007 | Air City                                        |                                           | MBC          |               |
| 2007 | Ground Zero                                     |                                           | MBC          |               |
| 2007 | The King and I                                  |                                           | SBS          |               |
| 2008 | Robber                                          |                                           | SBS          |               |
| 2008 | Love Marriage                                   |                                           | KBS2         |               |
| 2009 | The Return of Iljimae                           |                                           | MBC          |               |
| 2009 | The Slingshot                                   |                                           | KBS2         |               |
| 2009 | Queen Seondeok                                  |                                           | MBC          |               |
| 2010 | Giant                                           |                                           | SBS          |               |
| 2010 | My Girlfriend Is a Nine-Tailed Fox              |                                           | SBS          |               |
| 2010 | Marry Me, Mary!                                 |                                           | KBS2         |               |
| 2011 | The Duo                                         |                                           | MBC          |               |
| 2011 | Birdie Buddy                                    |                                           | tvN          |               |
| 2011 | High Kick: Revenge of the Short Legged          |                                           | MBC          |               |
| 2012 | Drama Special "A Corner"                        |                                           | KBS2         |               |
| 2012 | Ugly Cake                                       |                                           | MBC          |               |
| 2013 | Huh Joon, the Original Story                    |                                           | MBC          |               |
| 2013 | Jang Ok-jung, Living by Love                    |                                           | SBS          |               |
| 2013 | Drama Special "Family Bandage"                  |                                           | KBS2         |               |
| 2013 | Good Doctor                                     |                                           | KBS2         |               |
| 2013 | The Firstborn                                   |                                           | jTBC         |               |
| 2013 | One Well-Raised Daughter                        |                                           | SBS          |               |
| 2014 | Wonderful Days                                  |                                           | KBS2         |               |
| 2014 | Potato Star 2013QR3                             |                                           | tvN          |               |
| 2014 | High School King of Savvy                       |                                           | tvN          |               |
| 2014 | Run, Jang-mi                                    |                                           | SBS          |               |
| 2015 | Thank You, My Son                               |                                           | KBS2         |               |
| 2015 | The Producers                                   |                                           | KBS2         |               |
| 2015 | My Mom                                          |                                           | MBC          |               |
| 2015 | She Was Pretty                                  |                                           | MBC          |               |
| 2016 | Six Flying Dragons                              |                                           | SBS          |               |
| 2016 | The Flower in Prison                            |                                           | MBC          |               |
| 2016 | Shopaholic Louis                                |                                           | MBC          |               |
| 2016 | Weightlifting Fairy Kim Bok-joo                 |                                           | MBC          |               |
| 2017 | Save Me                                         |                                           | OCN          |               |
| 2017 | Oh, the Mysterious                              |                                           | SBS          |               |
| 2017 | Rain or Shine                                   |                                           | jTBC         |               |
| 2018 | Rich Family's Son                               |                                           | MBC          |               |
| 2019 | Item                                            |                                           | MBC          |               |
| 2019 | Abyss                                           |                                           | tvN          |               |
| 2019 | The Tale of Nokdu                               |                                           | KBS2         |               |
| 2020 | Live On                                         |                                           | JTBC         |               |
| 2021 | Love Scene Number                               |                                           | MBC          |               |
| 2021 | Yumi's Cells                                    | Madre de Yumi                             | tvN          |               |
| 2022 | Jinx's Lover                                    | Madre de Gong Soo-kwang                   | KBS2         | [ 11 ]        |
| 2022 | Tomorrow                                        | Lee Jung-im                               | MBC          |               |
| 2022 | No hay boda sin caos                            | Park Mi-sook                              | Kakao Tv     | [ 12 ]        |
| 2022 | Woo, una abogada extraordinaria                 | Jeon Kyung-hee                            | ENA, Netflix | [ 13 ]        |
| 2023 | Sabuesos                                        | Yoon So-yeon                              | Netflix      |               |
| 2024 | Chaebol X Detective                             | Ko Mi-sook                                | SBS          | [ 14 ] [ 15 ] |
| 2024 | Beauty and Mr. Romantic                         | Kim Sun-young                             | KBS2         | [ 16 ] [ 17 ] |
| 2024 | Borrador de malos recuerdos                     | Eun Ji-seon, madre de Lee Goon y Lee Shin | MBN          | [ 18 ]        |
| 2025 | Exploradora del amor                            | Lee Jeong-sun, madre de Soo-hyun          | SBS          | [ 19 ]        |
| 2025 | La primera noche con el duque                   | Yoon Deok-jeong                           | KBS2         | [ 20 ]        |
| 2025 | El sinuoso camino del derecho                   | Choi Eun-hee                              | JTBC         | [ 21 ] [ 22 ] |

### Cine
| Año  | Título                         | Rol            |
| ---- | ------------------------------ | -------------- |
| 1975 | You Become a Star, Too         | Yoon-jung      |
| 1976 | Yes, Good-Bye Today            |                |
| 1978 | When Sadness Takes Over a Wave | niña           |
| 1978 | The Flying Iljimae             |                |
| 1978 | The Last Winter                |                |
| 1980 | Colors of the Rainbow          |                |
| 1980 | Two Women                      |                |
| 1981 | Subzero Point '81              | Yang-ja        |
| 1982 | Temptation                     |                |
| 1985 | Straight Hair at Nineteen      | So-hee         |
| 1986 | Soul Mates of '88              |                |
| 1994 | The Story of Two Women         | Kyung-ja       |
| 2000 | My Heart                       | Bok-nyeo       |
| 2001 | Jesus Is My Boss               | Young-hee      |
| 2006 | Righteous Ties                 | Hwa-yi (cameo) |
| 2007 | My Son                         | (voz cameo)    |
| 2008 | Open City                      | Jo Soo-hyeon   |
| 2014 | Another Promise                | Yoon Jeong-im  |
| 2018 | Marital Harmony                | Eu Ah-ri       |
| 2021 | A Way Station                  | Kyung-seok     |

### Teatro
| Año        | Título           | Personaje | Notas                                                                                  |
| ---------- | ---------------- | --------- | -------------------------------------------------------------------------------------- |
| 2018, 2019 | 달걀의 모든 얼굴 | -         | junto a Shin Seung-hwan, Kim Jung-young, Jeong Seok-yong, Son Woo-hyun y Yang Hyun-min |

## Premios y nominaciones
| Año  | Categoría                                 | Premios                             | Trabajo           | Resultado |
| ---- | ----------------------------------------- | ----------------------------------- | ----------------- | --------- |
| 2020 | Prime Minister’s Commendation             | Korean Popular Culture & Arts Award | -                 | Ganó      |
| 2018 | Excellence Award, Actress in a Soap Opera | 2018 MBC Drama Award                | Rich Family's Son | Nominada  |